# Wilhelmine-Amélie de Brunswick-Lunebourg
Wilhelmine-Amélie de Brunswick-Lunebourg (née le 21 avril 1673 à Hanovre et décédée le 10 avril 1742 à Vienne), est impératrice du Saint-Empire, reine de Germanie, de Bohême et de Hongrie et archiduchesse d'Autriche par son mariage avec Joseph Ier du Saint-Empire. Elle est la fille de Jean-Frédéric, duc de Brunswick-Lunebourg-Calenberg (1625-1679), et de Bénédicte-Henriette, comtesse palatine de Bavière-Simmern (1652-1730).

## Jeunesse
Quatrième et plus jeune fille du couple, la princesse Wilhelmine perd son père à l'âge de 6 ans en 1679. Sa mère, fille de la fameuse Anne de Gonzague de Clèves et d'Edouard de Bavière-Palatinat (fils cadet de Frédéric V et petit-fils maternel de Jacques Ier d'Angleterre), cousine germaine de la duchesse d'Orléans (la princesse Palatine, Madame, belle-sœur du roi Louis XIV), retourne en France avec ses filles. Elle mourra en 1730 à Asnières près de Paris.
Bénédictine-Henriette confie l'éducation de ses filles à sa tante Louise Hollandine de Palatinat-Simmern, abbesse de Maubuisson. Ainsi la petite Wilhelmine reçoit-elle une éducation catholique et Française.
Rappelée par son oncle Ernest-Auguste, duc de Brunswick-Lunebourg dont l'épouse est la tante tant aimée de la duchesse d'Orléans, elle rentre à Hanovre en 1693. Elle est décrite comme belle, mais aussi comme pieuse et sérieuse. C'est sa future belle-mère, l'impératrice Éléonore de Neubourg (épouse de l'empereur Léopold Ier), qui décida de faire d'elle la future impératrice. L'impératrice a été convaincue de l'excellence de son choix par le gouverneur de son fils aîné l'archiduc Joseph, Charles Théodore de Salm, qui est l'oncle par alliance de Wilhelmine-Amélie.

## Mariage et descendance

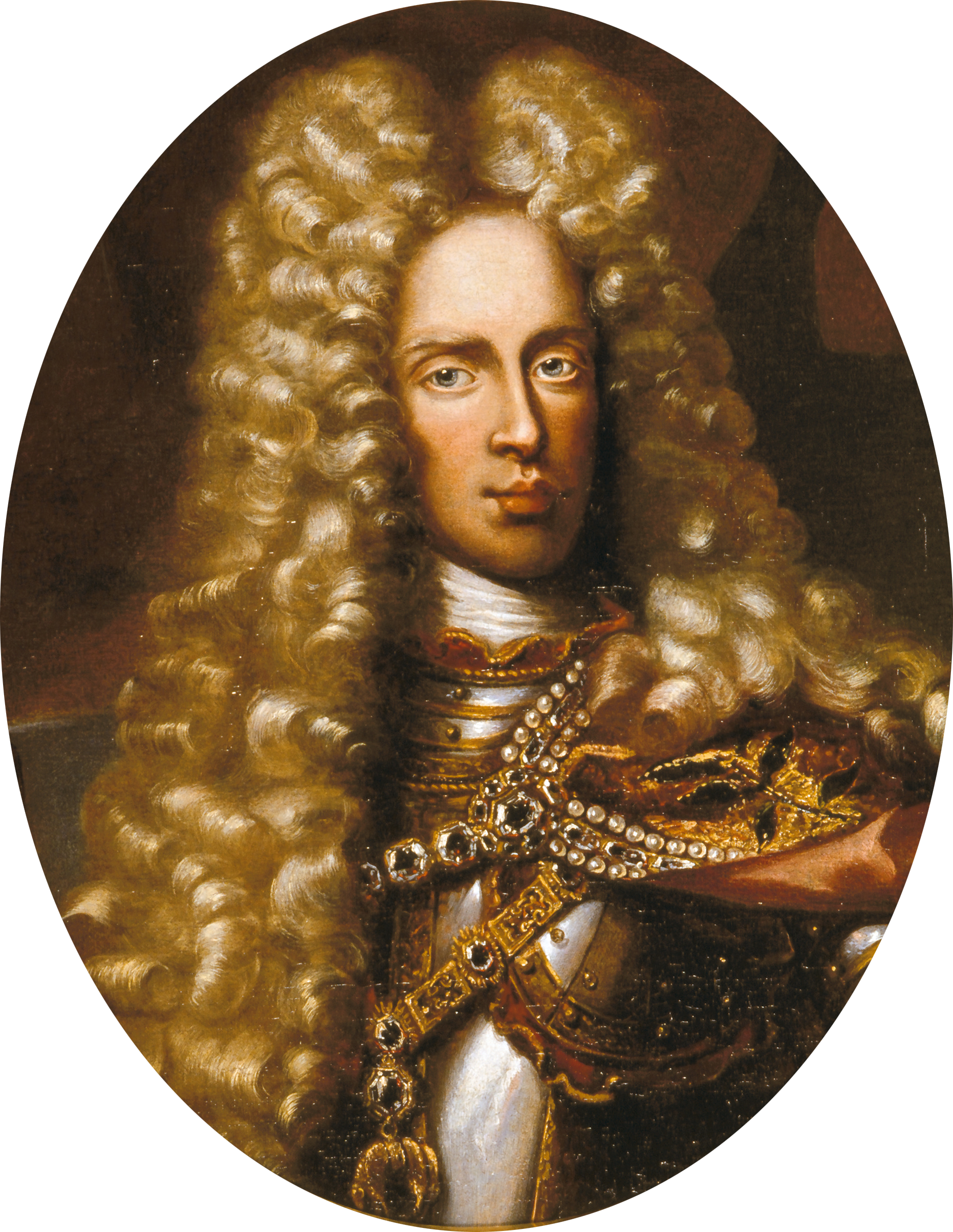
L'empereur Joseph Ier

Wilhelmine épouse, le 24 février 1699, le roi de Hongrie et des Romains, futur empereur Joseph Ier (1678-1711), fils héritier de l'empereur Léopold Ier. L'opéra Hercule et Hébé de Reinhard Reiser (1674-1739) est joué lors de leur mariage.
Ils ont rapidement trois enfants :
- Marie-Josèphe d'Autriche (1699 - 1757) qui épouse en 1719 Auguste III, électeur de Saxe et roi de Pologne (1696-1763) : par leur fille Marie-Josèphe de Saxe, ils sont les grands-parents de Louis XVI, Louis XVIII et Charles X ; par leur fille Marie-Amélie de Saxe, ils sont les grands-parents de Charles IV d'Espagne et Ferdinand Ier des Deux-Siciles ; par leur fils cadet Charles-Christian duc de Courlande, ils sont les arrière-grands-parents de Charles-Albert de Piémont-Sardaigne ; leur fils Frédéric IV assure la succession de Saxe,
- Léopold Joseph (1700- 1701),
- Marie-Amélie d'Autriche (1701 - 1756) qui épouse en 1722 Charles-Albert, électeur de Bavière et futur empereur germanique.

Au moment de leur mariage, Wilhelmine a près de 26 ans et l'archiduc à peine 20, mais la relation des époux impériaux est considérée comme heureuse. Cependant, elle se détériore rapidement. Joseph Ier a de nombreuses maîtresses, à la fois des femmes de la noblesse et des servantes. En 1704, il attrape la syphilis et la transmet à son épouse. Le couple impérial n'est plus en mesure d'avoir d'autres enfants. Leur seul fils est mort au berceau.

## Règne et succession
Alors que l'Europe se déchire dans la Guerre de succession d'Espagne, la lignée masculine de la Maison de Habsbourg d'Autriche, à l'instar de la Branche espagnole, risque de s'éteindre et cela provoquerait forcément une guerre Européenne.
Il ne reste d'espoir qu'en l'archiduc Charles, frère cadet de Joseph, propulsé prétendant au trône d'Espagne par devoir dynastique et qui combat en Espagne. Il épouse en 1708 une cousine de l'impératrice, Élisabeth-Christine de Brunswick-Wolfenbüttel mais cette union se révèle peu prolifique, contrariée tant par la séparation des époux pendant la guerre que par la nature. Le problème de la succession se pose sérieusement.
L'empereur Léopold meurt en 1705, et Joseph lui succède tant sur les terres héréditaires de la Maison de Habsbourg qu'au trône du Saint-Empire romain germanique. Wilhelmine devient impératrice mais n'a pas d'influence sur la politique impériale.
En 1711, l'empereur meurt de l'épidémie de variole qui parcourt l'Europe, Wilhelmine devient veuve et sa belle-mère assure la régence en attendant le retour de l'archiduc Charles qui combat en Espagne. L'archiduc Charles, déjà proclamé Charles III d'Espagne, est élu empereur et règne sous le nom de Charles VI.
Ses alliés, craignant de revoir les Habsbourg maître de l'empire germanique et de l'empire Espagnol, lui retirent leur soutien et la paix est signée, ruinant les espoirs des Habsbourg de reformer l'empire de Charles Quint mais leur apportant les Pays-Bas espagnols, le duché de Milan, le royaume de Naples et la Sardaigne.
En 1713, après cinq années d'une union toujours stérile, Charles promulgue la Pragmatique Sanction qui - en cas d'extinction des mâles - donne l'héritage familial en priorité à ses filles au cas où il en aurait avant ses nièces. Cependant en 1716, l'impératrice donne le jour à un garçon qui ne survit pas. En 1717, 1718 et 1723, elle donne le jour à trois filles, dont deux atteignent l'âge adulte.
Pour maintenir la puissance de leur Maison, les filles de l'ex-impératrice Wilhelmine se voient flouées de l'héritage de leur père au profit de leurs cousines. Elles ont été mariées, l'aînée en 1719 à l'électeur de Saxe, depuis roi de Pologne ; la cadette, en 1722 à l'électeur de Bavière. À chaque fois, les neveux par alliance de l'empereur Charles VI ont prétendu reconnaître la Pragmatique Sanction.
Cependant, Wilhelmine soutient son beau-fils Charles-Albert de Bavière pour la succession au trône impérial, mais revient à la raison puis se retire rapidement de la vie publique.

### Au couvent

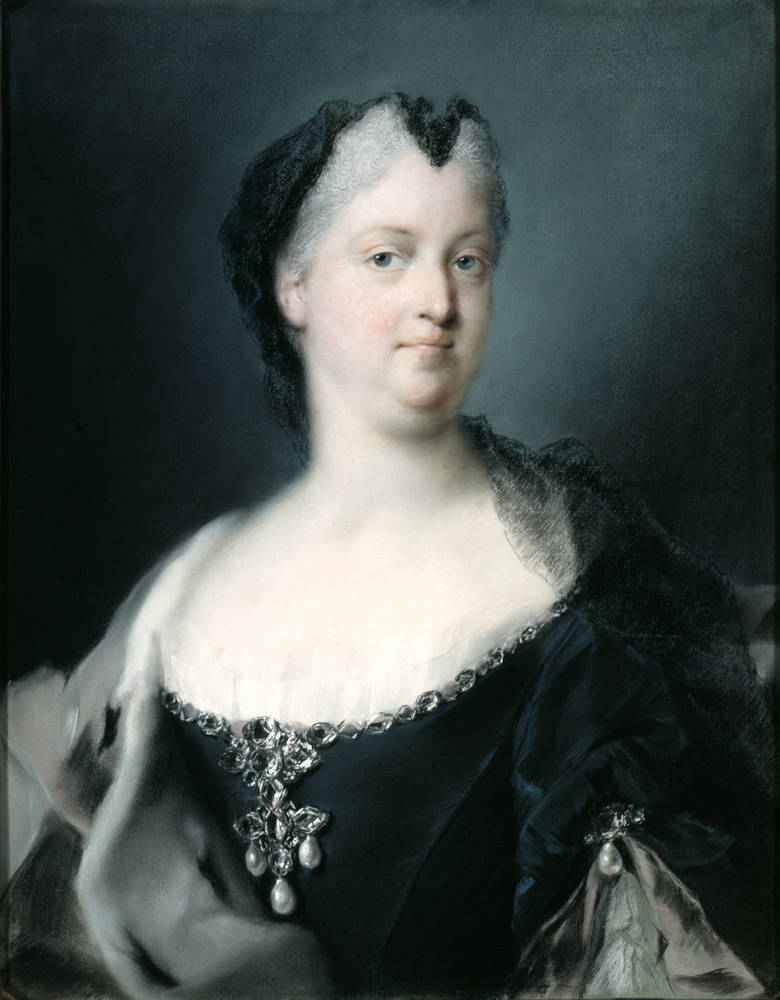
L'Impératrice Wilhelmine Amalie, 1730
par Rosalba Carriera
Gemäldegalerie Alte Meister

Après que ses deux filles se sont mariées, elle se retire en 1722 dans un couvent de salésiennes qu'elle a fondé en 1717, Salesianerinnenkloster auf dem Rennwege, à Vienne.
En 1738, sa petite-fille Marie-Amélie de Saxe épouse Charles de Bourbon, roi de Naples et de Sicile mais aussi futur héritier de son demi-frère le roi d'Espagne. Elle lui donne une nombreuse progéniture et est l'ancêtre des Maisons royales d'Espagne et des Deux-Siciles.
En effet, le 6 septembre 1740, l'impératrice douairière devient arrière-grand-mère. Le mois suivant, l'empereur Charles VI meurt. Sa fille aînée, l'archiduchesse Marie-Thérèse monte sur le trône et est proclamée « roi » de Hongrie et de Bohême. En revanche, elle ne peut être élue à l'empire et cherche à faire élire son époux François-Étienne de Lorraine.
La Prusse, après avoir soumis la jeune souveraine à un chantage odieux, envahit les possessions habsbourgeoises sans déclaration de guerre. La guerre de Succession d'Autriche a bien lieu. Les gendres de l'impératrice douairière s'allient à la Prusse contre l'Autriche. Soutenu par la France, le gendre de l'impératrice douairière, Charles-Albert de Bavière, est élu Empereur le 24 janvier 1742 et couronné à Francfort-sur-le-Main quelques semaines plus tard (Charles VII). L'Autriche de Marie-Thérèse réagit en envahissant ses États.
Partagée entre sa fierté de mère et ses devoirs envers son pays d'adoption, l'impératrice douairière Wilhelmine meurt le 10 avril 1742. Elle est enterrée dans son couvent de Vienne, tandis que son cœur est placé dans la Crypte des Capucins. Elle a survécu plus de trente ans à son époux.

## Héraldique
| Figure | Blasonnement |
|        | Parti de deux coupé de trois : au 1) d’or semé de cœur de gueules, au lion d’azur armé lampassé de gueules brochant suer le tout, au 2) de gueules à deux léopards d’or armés et lampassés d’azur au 3) d’azur au lion d’argent armé et lampassé et couronné d’or, au 4) de gueules au lion d’or armé et lampassé d’azur à la bordure componée d’argent et d’azur, au 5) avec 8) coupé en A) d’or au lion de gueules armé, lampassé et couronné d’azur au B) d’azur à l’aigle d’argent, becquée, languée et membrée de gueules, au 7) coupé au A) d’or à deux pattes d’ours adossées de sable armé de gueules, au B) recoupé en I) fascé de gueules et d’argent au II) gironnée d’argent et d’azur, au 9) coupé en A échiqueté d’argent et de gueules en B fascé d’or et de gueules, au 10) d’argent à la demi ramure de cerf de gueules mise en bande, au 11) d’argent au cerf de sable, au 12) d’argent à la demi ramure de cerf de sable mise en barre. |